# 弗拉基米尔·季托夫
弗拉基米尔·格奥尔基耶维奇·季托夫（俄语：Владимир Георгиевич Титов，1947年1月1日—）是前苏联时代的宇航员。

## 生平
1947年1月1日出生于远东赤塔州斯列坚斯克。1965年毕业于乌克兰切尔尼戈夫州博爾茲納市第二中学。1970年6月毕业于切尔尼戈夫高等航空飞行员学校。1971年5月加入苏联共产党。自1973年11月成为高级飞行员教练。1976年8月进入宇航员队伍。在加加林宇航员培训中心完成航天集训。
1983年4月20日，他作为指令长，与斯特列卡洛夫和谢列布罗夫乘坐联盟T-8号升空。原计划与近地空间轨道运行的礼炮7号空间站—宇宙1443号轨道联合体对接。但是由于自动停靠和对接系统的天线未成功打开，地面飞行控制中心决定取消此次对接。他们于22日成功降落地面。
紧接着，他作为指令长，于1983年9月26日在拜科努尔进入联盟T-10飞船，等待发射。然而意外发生了：火箭点火后不久便起火，逃逸系统立刻启动将飞船带离至高空，随后发生爆炸。他和队员死里逃生，安全降落在发射台附近。
从1987年12月21日至1988年12月21日，他作为指令长，与工程师马纳罗夫、列夫钦科乘坐联盟TM-4号飞船升空，在和平号空间站实施长期考察任务。12月还成为苏联第一个太空邮局局长。这次任务一共持续了365天23小时，打破了罗曼年科于1987年创造的太空连续飞行326天的纪录。
1992年10月，他入选NASA的宇航计划，在林顿·约翰逊太空中心接受培训。1995年和1997年，他先后完成了STS-63和STS-86任务。
1998年8月退役。之后，他先后担任波音公司莫斯科分部太空空间与通信事务主管，王劍鑽石私人航空公司俄罗斯分部主管。

## 荣誉
- 蘇聯英雄称号（1988年12月21日）
- 苏联宇航员称号（1988年12月21日）
- 列寧勳章（1988年12月21日）
- 红星勋章（1988年）
- 太空探索優異獎章（2011年4月12日）[8]
- 格奥尔基·季米特洛夫勋章（1988年）
- 自由太阳勋章（阿富汗，1988年）
- 法國榮譽軍團勳章（1988年）
- 巴尔干山脉勋章（保加利亚，2003年）
- 美國宇航局太空飛行獎章

## 统计
| # | 往返载具          | 发射时间（UTC） | 着陆时间（UTC） | 时长总计        | 舱外活动次数 | 舱外活动时长 |
| - | ----------------- | --------------- | --------------- | --------------- | ------------ | ------------ |
| 1 | 联盟T-8           | 1983年4月20日   | 1983年4月22日   | 2天00小时17分   | 0            | 0            |
| 2 | 联盟TM-4/联盟TM-6 | 1987年12月21日  | 1988年12月21日  | 365天22小时38分 | 3            | 13小时47分   |
| 3 | STS-63            | 1995年2月3日    | 1995年2月11日   | 8天06小时28分   | 0            | 0            |
| 4 | STS-86            | 1997年9月26日   | 1997年10月6日   | 10天19小时20分  | 0            | 0            |
|   |                   |                 |                 | 387天00小时43分 | 3            | 13小时47分   |

舱外活动统计
| #      | 日期（UTC）    | 同伴          | 持续时长   |
| ------ | -------------- | ------------- | ---------- |
| 1      | 1988年2月26日  | 穆萨·马纳罗夫 | 4小时25分  |
| 2      | 1988年6月30日  | 穆萨·马纳罗夫 | 5小时10分  |
| 3      | 1988年10月20日 | 穆萨·马纳罗夫 | 4小时12分  |
| 总时长 | 总时长         | 总时长        | 13小时47分 |